# Saison 1 d'Entourage
Chronologie
Saison 2
Cet article présente le guide des épisodes de la premiee saison de la série télévisée américaine Entourage.

## Épisodes

### Épisode 1:À nous Hollywood
- États-Unis : 18 juillet 2004
- France : 22 avril 2006

- Ali Larter (Elle-même)
- Mark Wahlberg (Lui-même)
- Courtney Peldon (Jane)
- Arielle Kebbel (Layla)

### Épisode 2:Une mauvaise critique dansVariety
- États-Unis : 25 juillet 2004
- France : date inconnue

- Paul Herman (Marvin)
- Leighton Meester (Justine Chapin)
- David Faustino (Lui-même)
- Jessica Alba (Elle-même)

### Épisode 3:L'Émission de télé
- États-Unis : 1er août 2004

- Monica Keena (Kirsten)
- Samaire Armstrong (Emily)
- Debi Mazar (Shauna)
- Rachel Specter (L'agent de Kimmel)
- Lisa Donohue (L'amie de Vince)
- Marlon Young (Rufus)
- Jimmy Kimmel (Lui-même)
- Luke Wilson (Lui-même)
- Sara Foster (Elle-même)
- Sarah Silverman (Elle-même)

### Épisode 4:Le Jour de la sortie de "Head-on"
- États-Unis : 8 août 2004

- Kate Albrecht (Christy)
- Monica Keena (Kirsten)
- Debi Mazar (Shauna)
- Samaire Armstrong (Emily)
- Perrey Reeves (La femme d'Ari)
- Jay Giannone (L'homme dans la file d'attente)
- Kristiana Wolfe (Tanya)
- Leighton Meester (Justine Chapin)

### Épisode 5:Le Scénario et le sherpa
- États-Unis : 15 août 2004

- Kate Albrecht (Christy)
- Debi Mazar (Shauna)
- Samaire Armstrong (Emily)
- Beau Garrett (Fiona)
- Val Kilmer (Le sherpa)

### Épisode 6:Queen's boulevardsinon rien
- États-Unis : 22 août 2004

- Gary Busey (Lui-même)
- Jordan Belfi (Adam Davies)
- Debi Mazar (Shauna)
- Perrey Reeves (La femme d'Ari)
- Samaire Armstrong (Emily)
- Joey Slotnick (Gus)
- Jennifer Norkin (agent)
- Joshua LeBar (Josh Weinstein)

### Épisode 7:La Scène en trop
- États-Unis : 29 août 2004

- Debi Mazar (Shauna)
- Perrey Reeves (La femme d'Ari)
- Monica Keena (Kristen)
- Rhys Coiro (Billy Walsh)

### Épisode 8:New York
- États-Unis : 12 septembre 2004

- Samaire Armstrong (Emily)
- Kate Albrecht (Christy)
- Monica Keena (Kristen)
- Jordan Belfi (Adam Davies)
- Debi Mazar (Shauna)
- Scarlett Johansson (Elle-même)
- Larry David (Lui-même)
- Scarlett Chorvat (Carol)
- Nadine Velazquez (Janeen)